# 화릉 (조선)
화릉(和陵)은 조선 환조의 비 의혜왕후의 능이다. 함경남도 함주군 동천면 경흥리에 있다.

## 개요
환조의 비이자 태조 이성계의 어머니 의혜왕후 최씨의 능이다. 함경남도 함주군 동천면 경흥리에 있으며, 남편 환조의 정릉과 같은 언덕에 있다.
조선 개국 직후인 1392년(태조 원년) 음력 8월 8일 태조가 자신의 4대조와 그 부인을 추존하고, 아들 이방원을 보내 각 무덤에 치제를 하고 능호를 올렸다. 이때 의혜왕후의 무덤에는 화릉(和陵)의 능호가 올려졌다. 또 이 해 음력 10월 28일에는 능지기 권무 2명과 수릉호를 몇 호 두고, 재궁도 세웠다. 화릉에는 종 9품의 참봉 1명을 두어 능을 관리하게 하였다.
한편 2009년 6월 27일 대한민국에 있는 조선왕릉이 세계문화유산으로 등재되었으나, 화릉은 그 대상에 포함되지 않았다.